# Legendrov simbol
Legendrov simból [ležándrov ~] je v teoriji števil simbol, ki se uporablja pri faktorizaciji in kvadratnih ostankih. Simbol je uvedel Adrien-Marie Legendre.

## Definicija
Legendrov simbol je poseben primer Jacobijevega simbola. Odvisen je od tega ali za dve celi števili p in a velja:
- {\displaystyle a\equiv 0{\pmod {p}}} (oziroma p deli a), ali
- {\displaystyle a\equiv x^{2}{\pmod {p}}} (oziroma a je kvadrat mod p) ali
- {\displaystyle a\not \equiv x^{2}{\pmod {p}}} (oziroma a ni kvadrat mod p).

Če je p liho praštevilo in a celo število je Legendrov simbol:
{\displaystyle \left({a \over p}\right)=\left\{{\begin{matrix}0;&p\vert a\\1;&\mathrm {za\ tak\ } k\ \mathrm {da\ velja\ } k^{2}\equiv a\ (\mathrm {mod\ } p)\\-1;&\mathrm {sicer} \end{matrix}}\right.\!\,.}
Simbol se označuje tudi kot:
{\displaystyle (a/p)\ \mathrm {ali\ } L(a,p)\!\,.}

## Značilnosti Legendrovega simbola
Legendrov simbol ima več uporabnih značilnosti, ki pospešijo računanje:
1. {\displaystyle \left({\frac {ab}{p}}\right)=\left({\frac {a}{p}}\right)\left({\frac {b}{p}}\right)} (je popolnoma multiplikativna funkcija za zgornji argument)
2. Če je a ≡ b (mod p), potem velja {\displaystyle \left({\frac {a}{p}}\right)=\left({\frac {b}{p}}\right)}
3. {\displaystyle \left({\frac {1}{p}}\right)=1}
4. {\displaystyle \left({\frac {-1}{p}}\right)=(-1)^{(p-1)/2}}, oziroma = 1, če je p ≡ 1 (mod 4) in = −1, če je p ≡ 3 (mod 4)
5. {\displaystyle \left({\frac {2}{p}}\right)=(-1)^{(p^{2}-1)/8}}, oziroma = 1, če je p ≡ 1 ali 7 (mod 8) in = −1, če je p ≡ 3 ali 5 (mod 8)
6. Za liho praštevilo q velja {\displaystyle \left({\frac {q}{p}}\right)=\left({\frac {p}{q}}\right)(-1)^{((p-1)/2)((q-1)/2)}}

Zadnja značilnost je znana kot kvadratni recipročnostni zakon. Značilnosti 4 in 5 sta tradicionalno znani kot dodatka h kvadratni recipročnosti. Dokazati ju je moč z Gaussovo lemo.
Legendrov simbol je povezan z Eulerjevim kriterijem. Euler je dokazal, da velja:
{\displaystyle \left({\frac {a}{p}}\right)\equiv a^{(p-1)/2}{\pmod {p}}\!\,.}
Legendrov simbol je tudi Dirichletov karakter.

## Sorodne funkcije
Jacobijev simbol je posplošitev Legendrovega simbola, ki dovoljuje sestavljena spodnja števila. S posplošitvijo je moč uspešno računati Legendrove simbole.
Druga posplošitev je Kroneckerjev simbol.